# Alexander Fabian zu Dohna-Schlobitten
Alexander Fabian Burggraf und Graf zu Dohna-Schlobitten (* 17. November 1781 in Schlobitten; † 26. August 1850) war ein preußischer Oberstleutnant und Ritter des Ordens Pour le Mérite.

## Leben

### Herkunft
Alexander Fabian entstammte einem seit 1127 urkundlich nachgewiesenen edelfreien Adelsgeschlecht, das seit 1144 im Besitz der Reichsburggrafschaft Donin (seit dem 15. Jahrhundert Dohna genannt) war. Er gehörte dem 2. Ast (Finck von Finckenstein) der Linie Dohna-Schlobitten (fürstlicher Zweig) an und war das achte Kind des Herrn auf Schlobitten, Pröstelwitz und Finckenstein Friedrich Alexander zu Dohna-Schlobitten (1741–1810), Obermarschall des Königreiches Preußen, Ritter des Schwarzen Adlerordens und des Ordens Pour le Mérite, und der Caroline Gräfin Finck von Finckenstein (1746–1825).

### Militärkarriere
Als jüngerer Sohn aus altadligem Hause wählte er wie viele seiner Standesgenossen zunächst die militärische Laufbahn. Er wurde Infanterist im Regiment „Schöning“ und war bei Ausbruch des Krieges gegen Frankreich 1806 Sekondeleutnant. Dohna-Schlobitten nahm an den Kämpfen des Korps unter Führung des Generalleutnants Anton Wilhelm von L’Estocq in Ostpreußen Ende 1806/Anfang 1807 teil und zeichnete sich dabei beim nächtlichen Angriff der Preußen auf Soldau am ersten Weihnachtstag 1806 so aus, dass ihn sein Kommandeur L’Estocq mit anderen dem König zur Auszeichnung mit dem Orden Pour le Mérite vorschlug. In L’Estocqs Bericht vom 22. Februar 1807 bat er „…endlich den Kapitain von G. und den à la suite eingestellten Lieutenant Grafen von Dohna, welche sich beide bei dem nächtlichen Angriff auf Soldau am 25. Dezember v.J. außerordentlich hervorgethan haben, indem sie Angriffskolonnen und Freiwillige mit großer Einsicht und Tapferkeit angeführt haben, den Orden p.l.m. zu verleihen. Beide wurden durch den Arm geschossen…“ () Mit Allerhöchster Kabinettsorder vom 27. Februar 1807 bewilligte der König die angeregte Ordensverleihung. „…Mein Lieber L’Estocq […] auch ertheile Ich dem Obersten von L. […] den VO, ebenso dem Kapitain von G. und dem Lieutenant Graf Dohna wegen der Affaire bei Soldau, wo beide sich vorzüglich ausgezeichnet haben…“ ()
Nach dem Krieg diente Dohna weiter und erhielt als Oberstleutnant seinen Abschied. Nach seiner Verabschiedung bewirtschaftete er das 1831 erworbene Gut Finckenstein in Ostpreußen als Fideikommissherr. Am 26. August 1850 ist er in Finckenstein verstorben.

### Familie
Er heiratet am 16. November 1814 mit Theophile Gräfin zu Dohna-Lauck (1786–1855) eine Tochter des Burggrafen Ludwig von Dohna-Wundlacken (1733–1787) und Amalie Wilhelmine von Waldburg (1753–1793). Aus der Ehe gingen drei Söhne und drei Töchter hervor:
- Heinrich Otto Fabian Rodrigo (1815–1900), Mitglied des Preußischen Herrenhauses
- Caroline Ottilie Agnes (* 24. Februar 1818: † 3. Oktober 1859)
- Auguste Theophile Lydia (* 4. Juni 1819; † 28. Februar 1889)
- Heinrich Eduard Fabian Hermann (* 21. Juni 1821; † 16. Februar 1859) ⚭ 14. März 1851 Lydia von Auerswald (* 18. Oktober 1827; † 15. August 1898), Tochter des Ministers Alfred von Auerswald
- Wilhelm Fabian Gustav (* 2. Mai 1823; † 16. März 1879)
- Amalie Wilhelmine Adelheid (* 31. Januar 1828; † 19. Dezember 1897) ⚭ 7. August 1852 Wilhelm von Doering (1819–1870), preußischer Generalmajor, gefallen in der Schlacht von Mars-la-Tour